# Wolfgang Roggendorf
Wolfgang Roggendorf (* 17. Juli 1944 in München; † 31. Juli 2012 bei einem Verkehrsunfall) war ein deutscher Pathologe.
Seine Forschungsschwerpunkte waren vor allem Hirntumoren und Krebserkrankungen und degenerative Erkrankungen des Nervensystems.

## Werdegang
Roggendorf studierte von 1966 bis 1972 Medizin an den Universitäten Mainz, Wien, Essen und Bonn
Er habilitierte sich 1984 in Berlin für das Fach Neuropathologie. Ab 1989 war er Professor für Neuropathologie und Leiter der Neuropathologie am Pathologischen Institut der Universität Würzburg.

## Veröffentlichungen
- Zur Geschichte der „Neuropathologie“ in Würzburg. In: Schriftenreihe der Deutschen Gesellschaft für Geschichte der Nervenheilkunde. 2, 1997, S. 365–371.